# Vladimir Ardalić
Vladimir Ardalić (Đevrske, 9. studenoga 1857. – Đevrske, 25. studenoga 1920.), hrvatski etnograf.

## Životopis
Završio je samo tri razreda pučke škole. Na njegovu su izbrazbu utjecala znanja, kulturna memorija
i ponajviše imaginacija, stečeni u kući strica Jakova koji je bio paroha u Đevrskama koji ga je posinio.
Ardalić je bio samouki etnograf, vrlo nadaren za tu struku. Jedan je od najobjavljivanijih suradnika Zbornika za narodni život i običaje Južnih Slavena. Sociokulturno je bio jedan od najvećih marginalaca među suradnicima časopisa. 
Bio je tolike kreativne energije koju je uspio materijalizirati u velikim etnografskim i arheološkim projektima. S jedne strane to su bili Zbornik za narodni život i običaje Južnih Slavena Jugoslavenske akademije znanosti i umjetnosti, odnosno dr Antun Radić. S druge strane, tu je bio fra Lujo Marun i njegovo Hrvatsko starinarsko društvo. Ardalić je godinama, bio jedan od najbližih suradnika fra Luje Maruna u ovom društvu (sve do 1913.). Ova ga je suradnja i politički orijentirala. Pravoslavni Hrvat, među rijetkima u oba gornja slučaja. Ardalićeva su uvjerenja i ponašanja ponekad bila krajnje ambivalentna. Bio je vatrena hrvatstva.
Ardalićev stvarateljski rat poticali su Antun Radić i Dragutin Boranić, no mučili su se s nalaženjem primjerene komunikacije s njime, jer s njime nije bilo jednostavno surađivati. Ardalićev slučaj navodi na zaključak da je akademijin Odbor za narodni život i običaje imao dublje kulturološke kontroverze u radu: elitni kulturni projekt „otkrića naroda“ htio je graditi oslanjanjem na nadarene obične ljude, ne uzimavši u obzir činjenicu da je za takvo nešto potrebno uspostaviti prikladni način komuniciranja. 